# Wang Ming
Wang Ming (chinês: 王明; pinyin: Wáng Míng; 23 de maio de 1904 – 27 de março de 1974) foi um líder sênior do antigo Partido Comunista Chinês (PCC) e o mentor do famoso grupo dos 28 bolcheviques. Wang também foi um grande rival político de Mao Zedong durante a década de 1930, opondo-se ao que via como o desvio nacionalista de Mao do Comintern e das linhas ortodoxas marxistas-leninistas. De acordo com Mao, por outro lado, Wang sintetizou o intelectualismo e o dogmatismo estrangeiro que Mao criticou em seus ensaios "Sobre a Prática" e "Sobre a Contradição". A competição entre Wang e Mao foi um reflexo da luta pelo poder entre a União Soviética, por meio do Comintern, e o PCC para controlar a direção e o futuro da revolução chinesa.
Em novembro de 1925, o PCCh enviou Wang para a Universidade Sun Yat-sen de Moscou, na Rússia. Durante esse tempo, Wang dominou tanto a língua russa quanto a teoria marxista-leninista, tornando-se conhecido pelo nome russo de Ivan Andreevich Golubev (em russo: Иван Андреевич Голубев) ou simplesmente Golubev.